# Echte Tierläuse
Die Echten Tierläuse (Anoplura, veraltet Siphunculata), auch als Echte Läuse oder einfach als Läuse bezeichnet, sind eine Unterordnung der Tierläuse. Alle Arten leben als blutsaugende Ektoparasiten auf Säugetierarten, darunter auch dem Menschen.

## Etymologie
Der altgerm. Insektenname mhd., ahd. lūs ist mit der kelt. Wortgruppe von kymr. llau „Läuse“ verwandt; weitere Beziehungen sind unklar.

## Merkmale
Läuse erreichen eine Körperlänge zwischen 0,35 Millimeter (Microphthirus, Männchen) und 8 Millimeter (Pecaroecus). Wie alle Tierläuse handelt es sich um dorsoventral (von oben nach unten) abgeplattete, stark sklerotisierte und völlig flügellose Insekten von gelblicher über bräunlicher bis zu fast schwarzer Farbe. Der Kopf ist in Aufsicht schmal, er ist immer schmaler als der Rumpf (Unterschied zu den oft als Kieferläuse zusammengefassten Unterordnungen Amblycera und Ischnocera). Die frei sichtbaren, kurzen Fühler besitzen nur drei bis fünf Glieder, von denen das Grundglied am größten und die anderen perlschnurförmig sind. Bei den Männchen sind sie bei manchen Arten umgebildet. Bei einigen Arten sind kleine, einlinsige Augen vorhanden, die meisten Arten sind aber völlig augenlos.
Die stechend-saugenden, stilettförmigen Mundwerkzeuge sind in Ruhestellung in die Kopfkapsel zurückgezogen und werden nur beim Saugakt vorgestreckt. Der Saugrüssel besteht aus zwei schmalen, ineinander verfalzten Stechborsten, die aus dem umgebildeten Hypopharynx und Labium bestehen. Beim Stechakt wird der Mundkegel (Haustellum) auf die Haut gepresst und mit durch Haemolymphdruck vorstülpbaren Zähnchen verankert, anschließend dringen die Stechborsten abwechselnd in die Haut ein, bis ein Blutgefäß getroffen wird. Die obere Stechborste bildet einen Nahrungskanal, die untere einen Speichelkanal aus. Die Kopfkapsel ist in der Regel nach hinten halsartig abgeschnürt.
Die oberen Sklerite (Tergite) der drei Segmente des Thorax sind bei Ansicht von oben nahtlos zu einer durchgehenden Platte verschmolzen. Der Rücken (Notum) im Bereich des Mesothorax besitzt häufig einen nach innen gerichteten Fortsatz, das als Notalapophyse bezeichnet und sich von außen als Grübchen darstellt. Diese Einstülpung ist bei Pthirus, Pedicinus, Neolinognathus sowie den Enderleinellidae, Hoplopleuridae und Polyplacidae entweder undeutlich oder fehlt ganz. An der Notalapophyse entspringen die Muskeln vom Tergon zu den Coxae der drei Beinpaare.
Von den drei seitlich sitzenden, gut entwickelten Beinpaaren ist meist das erste das kürzeste. Die Beine sind zum Festhalten im Haarkleid des Wirts zu Klammerbeinen umgewandelt, an deren zweigliedrigen Tarsen eine einzelne, starke Kralle ansitzt. Beide Tarsenglieder sind mit der Tibia, wie bei den meisten Tierläusen, zu einer unbeweglichen Struktur, dem Tibiotarsus, verschmolzen. Die Beine sind als „Kletterbeine“ (Syn. „Enterbeine“) konstruiert, mit denen sich die Läuse an den Haaren des Wirts festhalten. Dazu opponiert die Kralle mit einem Fortsatz an der Tibia (Tibialdaumen). Die echten Tierläuse besitzen nur eine Kralle pro Gliedmaße, eine Ausnahme bildet nur das erste Beinpaar bei Neohaematopinus.
Der Hinterleib besteht aus zehn Segmenten (beim Embryo werden zunächst 11 angelegt), von denen acht oder neun frei sichtbar sind. Der Hinterleib ist an den Seiten stark sklerotisiert, oben und unten aber flexibel, um Ausdehnung bei der Blutmahlzeit zu ermöglichen. Am Hinterleibsende, zwischen dem achten und neunten (Weibchen) bzw. neunten und zehnten (Männchen) Segment liegen die Begattungsorgane in einer eingestülpten Genitalkammer, deren Öffnung bei den Männchen von sichtbaren Anhängen (Gonapophysen) eingefasst ist.
Der Genitalapparat der Männchen besteht aus vier Anteilen: dem basalen Apodem (Basalplatte), einem Paar Parameren in Form länglicher Sklerite (stark reduziert bei Haematopinus), dem häutigen oder wenig sklerotisierten, in der Genitalkammer liegenden Aedeagus (Penis) und dem Pseudopenis, einem Y- oder V-förmigen Sklerit zwischen den Parameren. Der Genitalapparat der Weibchen besteht aus der Subgenitalplatte, den beiden Gonopodenpaaren und der Spermathek. Wie bei vielen Insekten besitzen die äußeren Geschlechtsorgane wesentliche Merkmale für die Bestimmung der Gattungen und Arten.

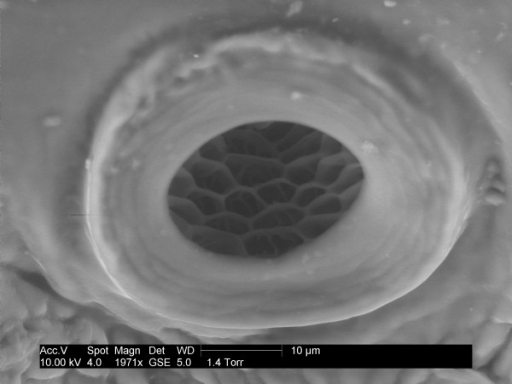
Thorakales Stigma einer Kopflaus, rasterelektronenmikroskopische Aufnahme

Der Darm der Läuse besitzt im Vorderabschnitt eine Erweiterung (Kropf) zur Nahrungsspeicherung. Der Mitteldarm besitzt meist zwei große Blindsäcke (Caeca). Läuse sind zur Ernährung auf im Darm lebende, symbiontische Bakterienarten angewiesen, die das Tier mit im sehr einseitigen Nahrungssubtrat Blut fehlenden Vitaminen anreichern. Die Bakterien befinden sich insbesondere in differenzierten Zellen (Bakteriozyten) der Darm- und Ovarienwand. Die Übertragung erfolgt durch Infektion der vom Weibchen abgelegten Eier, also vertikal.
Die Anoplura haben im Regelfall (Plesiomorphie) sieben Paare von Atemöffnungen (Stigmen), ein Paar im Bereich des Mesothorax sowie jeweils eins in den Hinterleibssegmenten 3 bis 8, welches mit den Paratergiten vergesellschaftet ist. Bei einigen Vertretern ist die Zahl der Stigmenöffnungen apomorph reduziert. So hat Enderleinellus menetensis vier abdominale Stigmenpaare, Enderleinellus nitzschi drei, Enderleinellus platyspicatus zwei und Neolinognathus elephantuli sogar nur ein Paar.

## Fortpflanzung
Läuse sind immer zweigeschlechtlich. Nach der, meist sehr kurzen, Kopulation auf dem Wirt legt das Weibchen die „Nissen“ genannten Eier meist einzeln ab, in dem jedes Ei mit einer Kittsubstanz an Haaren seines Wirts festgeklebt wird (bei wenigen Arten sitzt das Ei dabei auf einem Stielchen). Jedes Weibchen legt im Lauf seines Lebens so ca. 15 bis 100 Eier. Die Eier öffnen sich über einen abgesonderten Deckel. Die drei Larvenstadien (oft Nymphen genannt, da sie den Imagines in Körperbau und Lebensweise gleichen) sind ganzjährig anzutreffen. Die Entwicklungsdauer bis zur Imago nimmt, soweit bekannt, unter günstigen Bedingungen meist 2 bis 4 Wochen in Anspruch, pro Jahr können 3 bis 4 Generationen durchlaufen werden.

## Wirte
Läuse sind mit ihren Wirten weltweit verbreitet, wobei die afrikanische Fauna besonders artenreich ist. Alle Arten der Echten Tierläuse sind permanente, blutsaugende Parasiten von Säugetier-Arten. Dabei ist auch der Mensch Wirt von zwei Arten (Menschenläuse). Die meisten Arten sind sehr wirtsspezifisch, sie kommen nur auf einer oder auf wenigen nahe verwandten Wirtsarten vor. Wirte sind von den meisten Ordnungen der Höheren Säugetiere bekannt. Ausnahmen sind die Fledertiere (Chiroptera), die Rüsseltiere (Proboscidea), die Zahnarmen (Edentata) und Schuppentiere (Pholidota) sowie die wasserlebenden Wale (Cetacea) und Seekühe (Sirenia), die keine Echten Tierläuse beherbergen. Sie fehlen auch bei den meisten Raubtieren (Carnivora) und Insektenfressern (Insectivora). Insgesamt werden Echte Tierläuse bei etwa 2600 Säugetierarten vermutet, das sind etwa zwei Drittel aller Arten. Tatsächlich nachgewiesen wurden sie aber bisher nur bei gut 800 davon.

## Systematik und Phylogenie

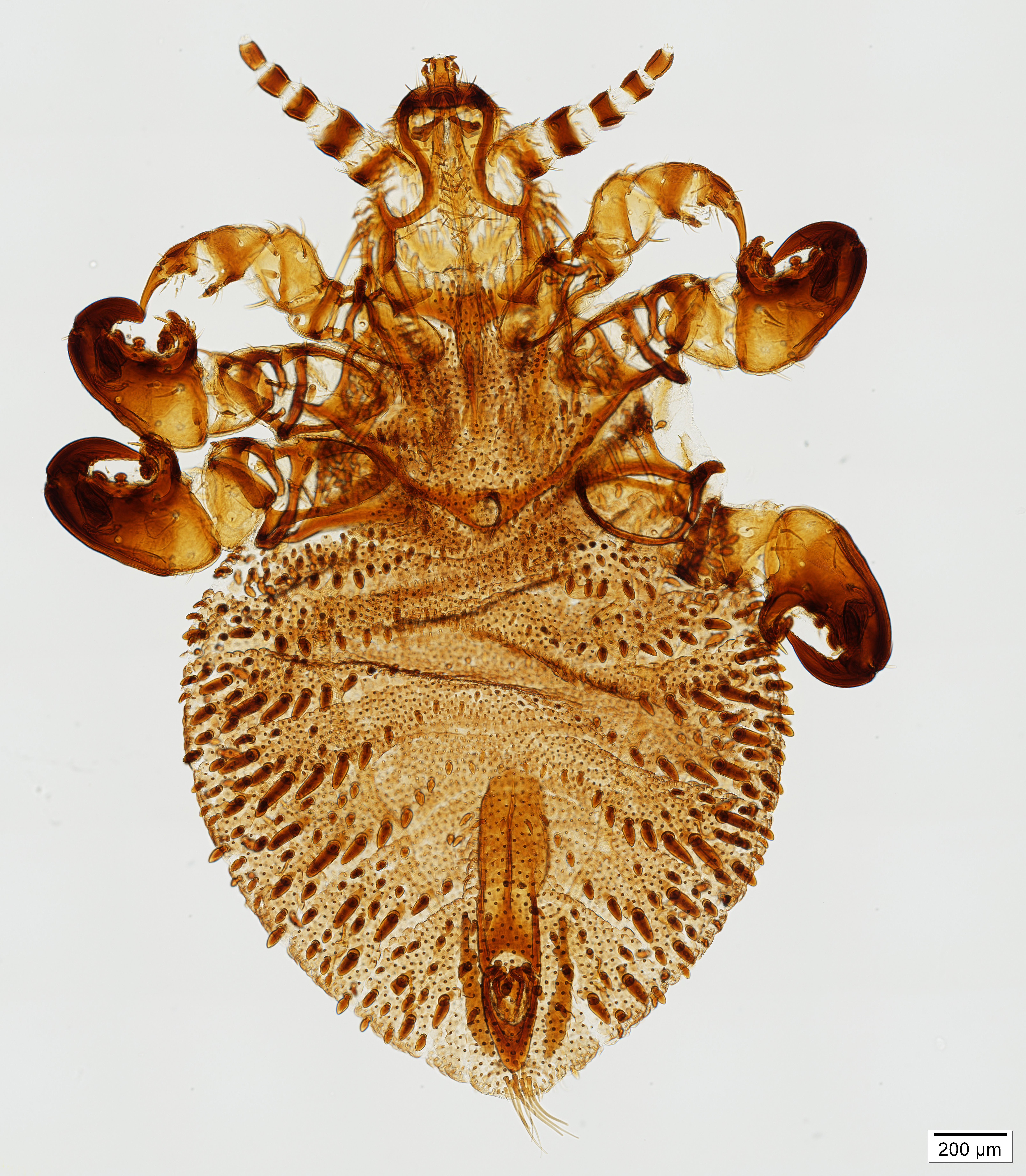
Antarctophthirus trichechi, Parasit des Walross (Odobenus rosmarus)

Die Echten Tierläuse bilden die Unterordnung Anoplura, eine der vier Unterordnungen der Tierläuse oder Phthiraptera. Ein synonymer Name für die Anoplura ist Siphunculata Latreille, 1825. Es sind etwa 530 bis 540 Arten bekannt, sie sind also eine verhältnismäßig artenarme Insektengruppe, wobei vermutet wird, dass die tatsächliche Artenzahl höher, bei etwa 1000 Arten, liegen wird.
Über die Einordnung der Anoplura ins System der Insekten bestehen noch wissenschaftliche Kontroversen. Während sie traditionell neben den als Taxon Mallophaga genannten Kieferläusen in die Ordnung der Phthiraptera gestellt wurden, die als Schwestergruppe der Staubläuse (Ordnung Psocoptera) aufgefasst wurde, gibt es heute gewichtige Argumente für eine andere Gliederung. Die Schwestergruppe der Tierläuse sind demnach vermutlich nicht die Psocoptera als Ganzes, sondern nur eine Teilgruppe davon, was die Staubläuse paraphyletisch macht. Vermutlich bilden aber auch die vier Unterordnungen der Tierläuse keine monophyletische Einheit, darauf deuten neben phylogenomischen Daten auch morphologische Untersuchungen hin. Wahrscheinlichste Schwestergruppe der Anoplura ist, allen Daten zufolge, die artenarme Gruppe der Rhynchophthirina oder „Rüsselläuse“ (mit der Elefantenlaus), deren gemeinsame Schwestergruppe die Ischnocera. Die Amblycera könnten aber Schwestergruppe der zu den Staubläusen gerechneten Bücherläuse (Liposcelididae) oder der diese enthaltenden Ordnung Troctomorpha sein. Viele Autoren fassen daher heute die Psocodea, die gemeinsame Klade der Tierläuse und der Staubläuse, als Ordnung auf.
Heute werden meist 15 Familien der Anoplura unterschieden, wobei die Monophylie der traditionellen Familien Hoplopleuridae und Polyplacidae nach molekularen Daten bezweifelt wird.
- Echinophthiriidae, an Robbenarten (Odobenidae, Otariidae, Phocidae).
- Enderleinellidae, an Hörnchen (Sciuridae).
- Haematopinidae mit der einzigen Gattung Haematopinus, an Huftieren (Ungulata)
- Hamophthiriidae mit der einzigen Art Hamophthirius galeopitheci, am Malaien-Gleitflieger Cynocephalus variegatus.
- Hoplopleuridae, an Nagetieren (wenige Arten an Spitzmäusen und Pfeifhasen).
- Hybopthiridae mit der einzigen Art Hybophthirus notophallus, am Erdferkel.
- Linognathidae, an Huftieren und an Hunden (Canidae), unter Einschluss des Haushundes.
- Microthoraciidae mit der einzigen Gattung Microthoracius, an Kamelen.
- Neolinognathidae mit der einzigen Gattung Neolinognathus, an Rüsselspringern (Macroscelididae).
- Pecaroecidae mit der einzigen Art Pecaroecus javalii, an Nabelschweinen (Tayassuidae).
- Pedicinidae mit der einzigen Gattung Pedicinus, an Meerkatzenverwandten oder Hundsaffen (Cercopithecidae).
- Pediculidae mit der einzigen Gattung Pediculus, an Primaten, darunter dem Menschen
- Polyplacidae, an Nagetieren, Hasenartigen, Primaten und an Spitzhörnchen (Tupaiidae)
- Pthiridae mit der einzigen Gattung Pthirus (Filzläuse) 2 Arten, am Menschen und an Gorillas
- Ratemiidae mit der einzigen Gattung Ratemia, an Pferden (Equidae)